# Aconitum turczaninowii
Aconitum turczaninowii är en ranunkelväxtart som beskrevs av Vorosh.. Aconitum turczaninowii ingår i släktet stormhattar, och familjen ranunkelväxter. Inga underarter finns listade i Catalogue of Life.